# Slottsbiografen

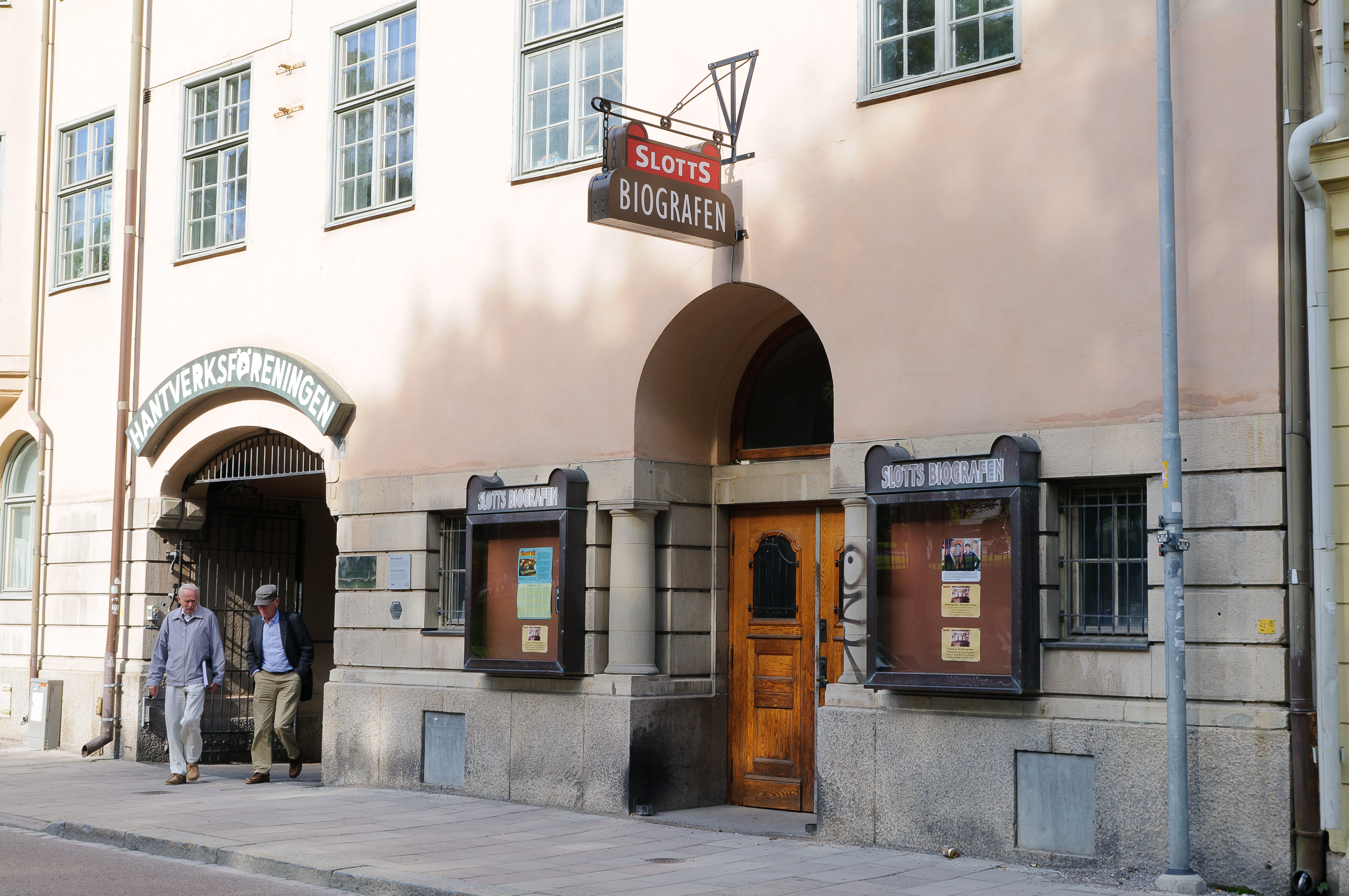
Slottsbiografen im September 2011

Slottsbiografen (wörtl. „Schlosskino“) in Uppsala ist eines der ältesten erhaltenen Kinos in Schweden. Es wurde zwischen 1914 und 1915 von der Upsala Fabriks- och Handtverksförening erbaut. Es sollte ursprünglich sowohl als Kino als auch als Versammlungs- und Ausstellungslokal des Vereins dienen, heute ist es ein Programmkino.

## Geschichte
Seit 1897 gab es in Uppsala bereits Filmaufführungen. Kinos wurden in bestehende Gebäude und Etablissements integriert; so wurde etwa der Kinosaal Scala im Restaurant Rullan eingerichtet und auch im Lilla teatern auf der Kungsgatan wurden Filme gezeigt. Weitere Kinos zu der Zeit waren Fyrisbiografen nahe dem Hauptgebäude der Universität Uppsala an der Sankt Olofsgatan und Edda-biografen beim Hallenbad in Svartbäcken. Beim Grindstugan außerhalb der Stadt gab es das Palladium.
Auf dem Platz des heutigen Slottsbiografen gab es zuvor bereits das Kino Uppsalabiografen, in einem kleinen Holzhaus, das abgerissen wurde, als die Upsala Fabriks- och Hantverksförening ihr Gebäude auf dem Platz errichtete. Das Uppsalabiografen wurde in den Littorinska handelsträdgården an der Västra Ågatan bei der Nybron verlegt.
Die treibende Kraft hinter dem Bau des Gebäudes waren die Vereinsvorsitzenden: der Juwelier Karl Gustaf Markström, der Architekt Viktor Holmgren und der Baumeister Simon Lindsjö. Während Slottsbiografen bereits am 26. Oktober 1914 eröffnet wurde, wurde das gesamte Gebäude erst drei Monate später am 19. Januar 1915 eröffnet. Das Gebäude hatte Platz für 300 Besucher.
Die Räumlichkeiten wurden unter anderem von Gusten Widerbäck gestaltet. Das Kino wurde zunächst von Hugo Plengiér geleitet, der kurze Zeit vorher auch die Leitung des Fyrisbiografen übernommen hatte. Der erste Film, der gezeigt wurde, war am 26. Oktober 1914 Stormfågeln von Mauritz Stiller mit Lili Beck und Richard Lund in den Hauptrollen.
In den 1920er Jahren erhielt Slottsbiografen Konkurrenz von zwei neu eröffneten Kinos in Uppsala, Regina (später Skandia) und Röda Kvarn (später Centrum). Von Beginn an wurden die Räumlichkeiten des Kinos auch in anderer Funktion genutzt, z. B. für eine Kunsthandwerksausstellung der Provinz Uppsala 1915. In den 1920er Jahren wurde der Kinosaal umgebaut und dabei mehr auf Filmvorführungen angepasst, sodass der Saal fortan nur mehr hierfür verwendet wurde. Die erste Aufführung eines Tonfilms in Uppsala fand am 15. November 1929 im Slottsbiografen mit dem Film Fox Movietone Follies statt. 1937 wurde Slottsbiografen erneut umgebaut und modernisiert, um der Konkurrenz des 1936 renovierten Kinos Röda Kvarn standzuhalten.
Slottsbiografen war das Kino, in dem der Regisseur Ingmar Bergman seine ersten Filme sah. Seine Großmutter lebte in der Trädgårdsgatan in der Nähe des Kinos und nahm ihn regelmäßig zu Filmvorführungen mit.
In den 1980er Jahren wurde die Konkurrenz anderer Kinos in der Stadt jedoch immer größer, so dass Slottsbiografen 1991 geschlossen wurde. Nach einer umfassenden Renovierung wurde das Kino 1996 wiedereröffnet und wird seitdem für Kulturveranstaltungen jeder Art benutzt. Das Kino steht seit 1994 als Byggnadsminne unter Denkmalschutz.